# ТЕС Місурата
ТЕС Місурата – теплова електростанція в північно-західній частині Лівії, введена в експлуатацію у середземноморському порту Місурата в 2013 році.
Площадку для станції обрали поряд з ТЕС LISCO, яка діє в Місураті з 1990 року. Проте на відміну від останньої, зведеної у складі металургійного комплексу, нова станція призначалась для живлення мереж загального користування. Для неї обрали технологію комбінованого парогазового циклу, споруджений за якою блок обладнали двома газовими турбінами компанії Siemens типу V94.3A,  котрі через котли-утилізатори живлять одну парову (потужність всіх турбін по 250 МВт).
В подальшому власник станції енергетична компанія Gecol планує використати її залишкове тепло для роботи заводу з опрісненню води потужністю 400 тисяч м3 на добу (останній, втім, також матиме власні котли та парову турбіну потужністю 250 МВт).
А у грудні 2017 року з тією ж компанією Siemens уклали контракт щодо спорудження другої черги ТЕС, яка складатиметься з двох встановлених на роботу у відкритому циклі газових турбін F-класа (SGT5-PAC 4000F) загальною потужністю 650 МВт.
Видача продукції станції відбувається через ЛЕП, що працює під напругою 400 кВ.
Можливо також відзначити, що необхідний для роботи станції природний газ надходить в район Місурати через газопровід із Марса-Бреги.